# Wall-Street.ro
Wall-Street.ro este un cotidian online de business din România, deținut de compania media InternetCorp. Site-ul adună săptămânal aproape 120.000 de vizitatori (septembrie 2007).
În luna mai 2009, site-ul a avut 762.611 vizitatori unici